# Параканое
Параканое (англ. Paracanoe) — дисципліна на каное для спортсменів з інвалідністю. Перегони здійснюються на двох типах човнів, байдарках або каное.Входить в склад паралімпійських ігор, що контролюються Міжнародним паралімпійським комітетом.Самі ж змагання з веслування на байдарках і каное були включені в 1936 році в Берліні на XI Олімпіаді. Змагання жінок на байдарках були проведені вперше в рамках XIV Олімпійських ігор в 1948 році в Лондоні.
У 1946 році було створено Міжнародну федерацію веслування на байдарках і каное (ІКФ, англ. ICF).Згодом була створена окрема організація Міжнародна федерація з каное(IVF).В Україні її представником є Федерація каное України.
У 2020 році в м. Токіо, параканое дебютує на паралімпійських змаганнях: три змагання — два для чоловіків, одне для жінок — у дев'яти заїздах за програмою параканое.

## Класифікація
Для одиночок на байдарці\каное є три класифікації (пов'язані з різним рівнем порушення мобільності) як для чоловіків, так і для жінок:
- KL1/VL1 (раніше A; Руки) Весляри, у яких відсутні функції тулуба (тобто працює лише функція плечового поясу). Весляр класу KL1 здатний задіювати силу переважно рук та / або плечей.
- KL2/VL2 (раніше TA; Тулуб і руки): Весляри, у яких функціонує тулуб і руки, але обмеженні у використанні своїх ніг. Вони не в змозі застосувати безперервну і контрольовану силу до підніжжя або сидіння, щоб привести в рух човен.
- KL3/VL3 (раніше LTA; Ноги, тулуб і руки): Весляри з обмеженими фізичними можливостями, які добре використовують ноги, тулуб і руки для веслування.[4][5]

## Змагання з Параканое

### Чемпіонат світу з Параканое 2012 рік
Перший Чемпіонат світу з Параканое відбувся в 2012 року,16–17 травня в м. Познані (Польща), як окремий захід. Тоді ще були комбіновані категорії, такі як V1 A / TA для жінок і з тих пір були ліквідовані з програми чемпіонату світу. Паралімпійська збірна України участі тоді не брала.

### Чемпіонат світу з Параканое 2016 рік
Чемпіонат світу з Параканое 2016 року,тривав з 17 по 19 травня м. Дуйсбург (Німеччина).Змагався український паралімпійській атлет Сергій Ємельянов та здобув срібну медаль у категорії KL3.

### Паралімпійські ігри 2016 рік
Також в цьому ж році було проведено офіційні перші літні Паралімпійські змагання з параканое 2016 року, у м. Ріо-де-Женейро (Бразилія). Взяли участь максимум 60 спортсменів (30 чоловіків, 30 жінок), які змагалися у шести змаганнях у стилі спринту. Тоді ж українські паралімпійські спортсмени взяли дві медалі: Сергій Ємельянов завоював золоту медаль у категорії KL3 та спортсменка Наталія Лагутенко взяла срібну медаль у категорії KL2.

### Чемпіонат Європи з Параканое 2018 рік
Чемпіонат Європи з параканое 2018 року проходив з 4 по 11 червня у м. Белград (Сербія). Українська національна паралімпійська збірна команда з параканое була представлена 6 спортсменами. Українці здобули 1 золоту, 1 срібну та 1 бронзову медалі, а також четверте загальнокомандне місце серед 30-ти спортсменів з 13-ти країн-учасниць. Золото здобув Ємельянов Сергій у байдарці KL3, срібло Лагутенко Наталія в аутригері VL3 та бронза у Синюка Миколи у байдарці KL2.

### Чемпіонат світу з Параканое 2019 рік
Чемпіонат світу з параканое 2019 року проходив з 21 по 25 серпня в м. Сегед (Угорщина).На ньому українська паралімпійська збірна взала 2 золоті медалі: спортсменка Марина Мажула категорія KL1 та Ємельянов Сергій у KL3. Загалом українська паралімпійська національна збірна виборола 3 золоті та 1 бронзову нагороду.